# 米納斯德馬塔安布雷

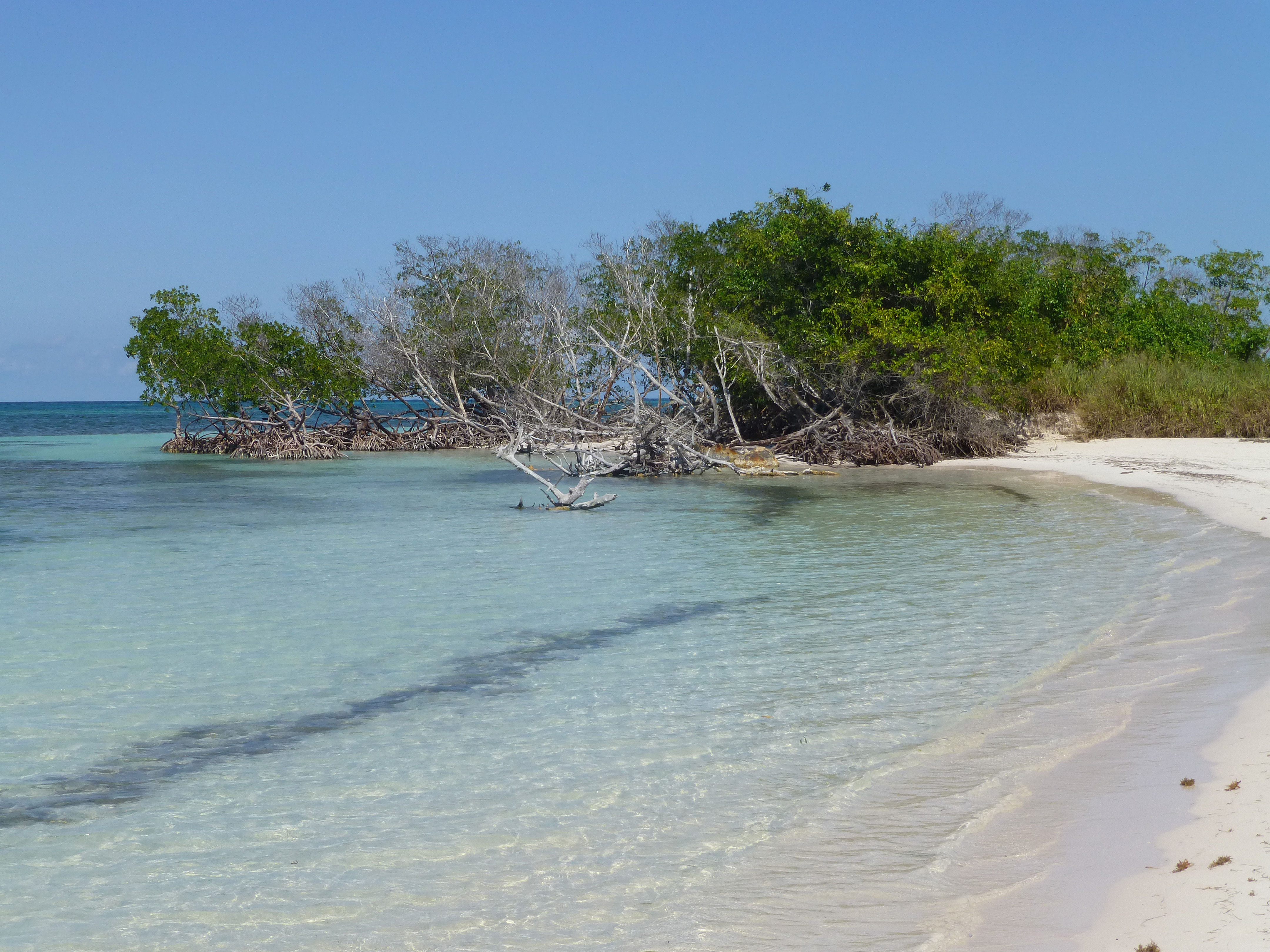

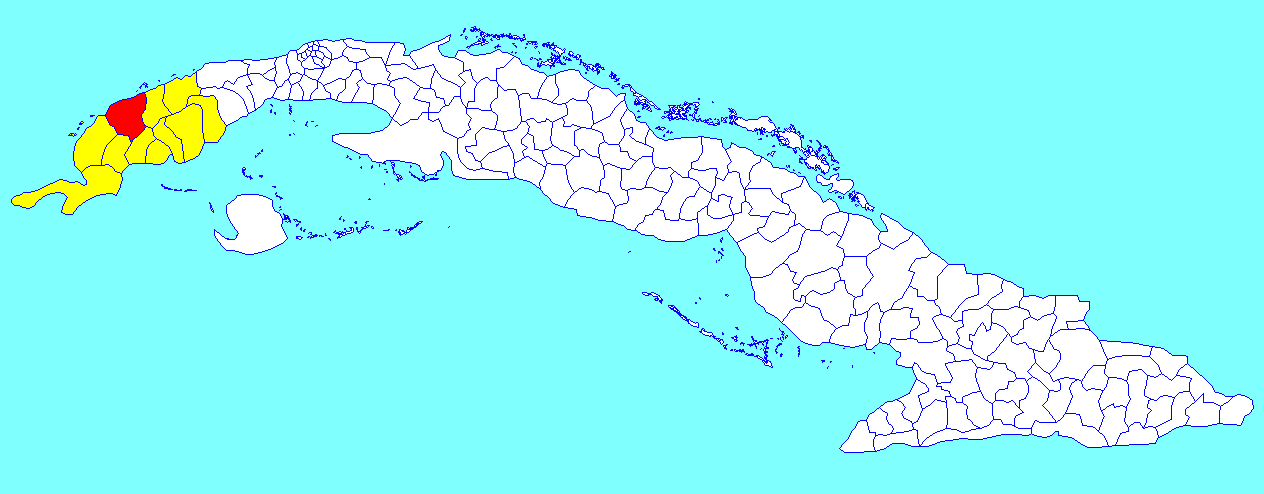

22°34′56″N 83°56′57″W / 22.58222°N 83.94917°W
米納斯德馬塔安布雷（西班牙語：Minas de Matahambre），是古巴的城鎮，位於該國西部，由比那爾德里奧省負責管轄，面積858平方公里，海拔高度115米，2004年人口34,419，人口密度每平方公里40.1人。